# 久本雅美
久本雅美（日语：／ Hisamoto Masami ?、1958年7月9日—），日本搞笑艺人，声优，演员，创价学会艺术部副部长兼女子部主任部长，WAHAHA本铺成员。出生于大阪府大阪市东住吉区，是家中长女。

## 演艺生涯

### 出演节目
- メレンゲの気持ち（1996年4月 - ）
- ぴったんこカン・カン（2003年4月 - ）
- 秘密のケンミンSHOW（2007年10月 - ）
- ヒルナンデス!（2011年3月 - ）

### 电视剧
- 悪魔くん（1986年）
- 小公女セーコ（1986年）
- おもいっきり探偵団 覇悪怒組（1987年）-饰 狸ばばあ
- 手枕さげて（1987年,读卖电视台）
- 美少女学園（1987-1988，朝日电视台）
- 銀河テレビ小説 [総務部総務課山口六平太]（1988年，日本广播协会）
- ホテルドクター（1993年，朝日电视台）-饰 大谷トシ子
- カミさんの悪口（1993年，1995年，TBS电视台）-饰 山田雅子
- もしも願いが叶うなら（1994年，TBS电视台）-饰 片桐朝子
- 男嫌い（1994年，TBS电视台）-饰 福田冬子
- うちの母ですが…（1995年，朝日电视台）-饰 花咲聖美（主演）
- 好きやねん（1995年，读卖电视台）
- 協奏曲（1996年，TBS电视台）-饰 大木マサ
- お局探偵亜木子&みどりの旅情事件帳（1997年 - 2003年，富士电视台）-饰 林みどり
- 女のサスペンス 盗む女（1997年6月16日，TBS电视台） -饰 飯田聡子（主演）
- くれなゐ（1998年，读卖电视台）
- 殺人美容室（1998年4月24日，富士电视台）-饰 本城さつき（主演）
- 美容エステ探偵（2000年6月16日・2001年8月24日，富士电视台） -饰 真由美（和佐藤珠绪主演）
- 女マネージャー金子かおる哀しみの事件簿1（2002年2月，富士电视台） - 饰 金子かおる
- 買物代行人桃子の事件簿（2003年4月4日，富士电视台） - 饰 和泉桃子（主演）
- ツインズな探偵（不定期，富士电视台） -饰 高千穂春菜 （和浅野ゆう子主演）
- はぐれ刑事純情派 第12， 第17話（1999年7月，朝日电视台） -饰 村上典子
- 百年の物語 第二部（2000年、TBS电视台） -饰 成田
- 月曜ミステリー劇場，外科医さやかの執刀事件簿（2003年，TBS电视台） - 饰 風間さやか（主演）
- 流転の王妃・最後の皇弟（2003年，朝日电视台） -饰 お菊
- ムコ殿2003（第5話）（2003年，富士电视台） - 嘉宾
- 新春ドラマスペシャル 負け犬の遠吠え（2005年1月8日，日本电视台） - 饰 藤原加奈（主演）
- FNS25時間テレビ，「THE WAVE!」（2005年7月、富士电视台） -饰 貴子
- 東京タワー 〜オカンとボクと、時々、オトン〜 （2006年、富士电视台） - 群众演员
- ママが料理をつくる理由（2007年，富士电视台） - 饰 蓬莱節子 （主演）
- ミヤコ蝶々ものがたり（2007年，朝日电视台） - 饰 ミヤコ蝶々 （主演）
- 孤独のグルメ#テレビドラマ 大结局（2012年3月，东京电视台） - 饰 主婦
- 浪花少年探偵団TBS版 第1集（2012年7月，TBS电视台） - 饰 山田徳子
- 森光子を生きた女〜日本一愛されたお母さんは、日本一寂しい女だった〜（2014年5月，富士电视台） - 饰 桂木コハル
- おやじの背中 第9集（2014年9月，TBS电视台） -饰 米田誠子
- INVISIBLE 第2集（2022年4月22日，TBS電視台） -飾 福留智壽子 / 調教師

### 电影

#### 真人电影
- さすらいのトラブルバスター（1996年） -饰 秀子
- F （1998年）-饰 偽ヒカリ
- ござまれじ（2003年） - 导演
- 理由（2004年） -饰 葛西美枝子
- 冬の幽霊たち ウィンターゴースト（2004年） -饰 出租视频店的店员
- クリスマス・クリスマス（2004年） -饰 久本麻美

#### 动画电影
- ONE PIECE 呪われた聖剣（2004年，东映） - 饰イザヤ
- リトル・マーメイド（小美人鱼）II Return to The Sea（2006年，迪斯尼演播室） -饰 モルガナ
- ドラえもん のび太の新魔界大冒険 〜7人の魔法使い〜（2007年，东宝） -饰 美夜子之母/美杜莎

### 广播节目
- 久本雅美のオールナイトニッポン（1987年2月 - 1988年6月，日本放送）
- どんなもんだハウス!（1987年4月 - 1988年3月，日經廣播電台）
- ABCラジオシティ（1988年10月 - 1990年9月，ABC电台）
- ABCラジオパラダイス（1990年10月 - 1991年9月、ABC电台）
- たけし みゆき 千春も登場! 伝説のパーソナリティが今を語る オールナイトニッポン45時間スペシャル 久本雅美のオールナイトニッポン（2013年2月23日、日本放送）
- 久本雅美 LOVESONG STREET（日本放送）
  - 久本雅美 SUNDAY LOVESONG STREET（2013年4月21日）
  - 久本雅美 MONDAY LOVESONG STREET（2013年6月10日）

### 纪录片
出演了创价学会的宣传公告。
- すばらしきわが人生（我的美妙人生）Part2（1993年）
- すばらしきわが人生 Part4（1998年）
- ヒューマントーク2（1998年）
- TOMORROW（1999年）
- Future －無限の未来へ－（2000年）
- Future2（2001年）
- チャレンジロード（2002年）
- 自分らしく輝いて（闪耀着自己的光辉）（2005年）

### 音乐
- 歩いて帰ろう（榊原郁恵 & 久本雅美）（1994年）

自身が出演した舞台（1994年）
- 涙の河（1995年）

初のソロシングル
- たまたまねぎねぎ（2003年）

## 履历

### 青壮年时期(1958-1982)
1958年7月9日，久本雅美出生于日本大阪。她是这个家里的长女，出生在一个幸福的家庭。她如今保持的许多爱好和良好的生活习惯，就是在她童年时培养出来的。可以说，久本的童年时光是在无忧无虑的环境下度过的。
上了中学生时，情窦初开，喜欢上了一个叫“广志”的男孩子。还给他送过情人节巧克力。青春时的久本性格很内向，和男朋友单独相处经常会感到很害羞，所以久本通常拉着她的和朋友和她男朋友一起去约会。
高三时考虑过就业，但阴差阳错地考入了金兰大学，当上了短期大学生。她对前途一筹莫展，因为她不知道自己究竟喜欢什么，热爱什么。看不见前途，特别迷茫。此时的她，迫切需要一个可以为自己指明人生方向的一个人。
她小时候有过很多爱好，比如打乒乓，敲鼓，游泳.....但自己依然不知道到底最喜欢什么。1982年，在机缘巧合之下，她接触了喜剧，自此一发不可收拾，立出“想要成为在舞台上闪耀的女演员”的誓言。但母亲久本敦子表现出极力的劝阻与反对，毕竟把自己涉世未深的女儿送入一个对于自己知之甚少的圈子，显然是无法接受的。
不知是年少轻狂还是真的热爱，久本不顾家人的反对声，偷买了去往东京的机票飞往了东京，发誓要闯出自己的一番天地。

### 创业时期(1983-1984)
1983年，她怀着自己的一腔热血在这陌生的城市，加入了她向往已久的社团——东京Vaudeville，走向了喜剧之路。因为自己开朗的性格，她很快结识了一群朋友，比如柴田理惠，渡边信子等，生活好像有这么些起色。
但由于种种现实原因，久本退出了东京Vaudeville，并于1984年2月16日，与柴田理惠，佐藤正宏等元老共同成立了WAHAHA本铺。不再寄宿于他人之下，学会自己在社会中立足。
但生活带来的压力依然没有因为WAHAHA本铺的设立而有所缓解，反而越来越严峻，越走越牢骚。由于没有太多的社会经验，自己也脱离了自己的靠山。导致团队初期贫乏，下积。仅仅靠着同伴喰始曾经的稿费勉强维持艰难资金问题，前途迷茫。
“好像自己什么也做不了，神经紧绷，不断的陷入黑暗之中，朝着灰暗的方向思考，整天在旁边哭。”这是久本雅美回忆自己当时身处于黑暗时光之中的真实感受。
刚好，曾经同属东京Vaudeille的清水先生将久本劝诱入信。命运好像戏剧性的强行将久本和宗教联系在了一起。1984年9月28日，久本雅美加入创价学会。
入会后，久本感觉自己的人生好像开始顺风顺水了起来。由于自己经常不断的祈祷，唱题，将她对于负面注意力分散开来，并转移掉。让它有了更多时间自我充电，恢复精神的时间，久本开始正面思考人生的意义，并开始热爱生活起来。久而久之，负面情绪逐渐消散。是宗教为她转移注意力，使其更冷静的思考寻求出路，但久本将自己的成功归为是神灵的庇佑而不是自己的努力，这也是日本网民嘲讽她的一个因素。

### 转折时期(1985-1988)
1985年，久本收到了塔摩利先生发来的邀请，邀请久本作为班底演员出演《今夜☆最高》，之后这个剧场大获成功。通过这个契机，久本雅美的知名度一路飙升，增加了自己的曝光度，再次赢来了自己人生的重大转折点。
依然为生活所困的柴田理惠见久本一改之前低落爱哭的面貌，反而越来越温柔，越来越积极向上，这令她大为不解。抱着试一试的态度，在前往地方公演的途中的新干线内柴田问到了久本性格改变的原因，二人的人生路也就此交织在了一起。
1988年，柴田被久本劝诱入信，二人都加入了创价学会，她们的友情也逐渐升温。之后也到了无话不谈的地步，积极向上的两位WAHAHA本铺的元老，也开始积极着手让他们的脚下舞台也随着她们的友情蒸蒸日上。她们开始了卖力的幕后排练，积极的扩招人手，并借助创价学会这个教徒数量众多的团体进行大力宣传。很快，WAHAHA本铺的名气越来越燥。

### 成名后(1992-2007)
1992年1月5日，创价学会举行了一场“中野杉并合作总会”(简称：新春干部会)中，久本与柴田合演的一场漫才被池田大作连声赞扬，被自己心中的教祖夸奖让久本的激动之情滥于言表，感觉自己头都快要parn的一下爆炸了一样，这也是为什么久本在《我的美好人生parn2》中说出了那句Atamaga Parn┗(^o^)┛的名言的原因。
1998年1月1日，久本雅美与柴田理惠共同出场的《我的美好人生parn4》发售。 以前的一些的细节和小故事在这个影片中被叙说出来了。
2000年，久本母——久本敦子去世，当时在泡温泉的久本突然得知母亲的死讯，紧忙赶往医院，很可惜没有看见母亲最后一面。
2002年7月1日，《挑战之路1》发售，虽然所讲的内容和《我的美好人生parn2》大致相同，但在本作品中将以与未来部的对话形式讲述自己的信仰体验。 这部作品没什么特别引人注目的名言，却有很多让parn2粉丝喜欢的小段子和当时的一些故事细节。
2005年12月12日“好像自己在放光”发售，和《挑战之路》一样，内容本质上是《我的美好parn2》的翻拍版，不过情节更加详细。
除此之外，还有森雅晴、清水瞳、柴田理惠等创价老将明星出现。当然，还有新晋明星中村康子，喰始等新角色登场，正是因为如此，这个素材开发的很早，约2008年初就已经开始使用了。

### 二次出道与中年时光(2007-今)
2007年11月30日，《久本雅美的头跟着卡比的BGM爆炸了》发布，这是第一个关于创价学会的恶搞视频，也是众多创价作品中的开山之作，其地位可想而知。
拥有这样的功绩，在当时绝对取得了很好的成绩。果然，2007年11月下旬，这个作品在niconico动画中登上了每日排行榜第一名。 所以每年的11月30日都会以「久本投稿祭」为主题，纪念久本雅美在niconico实现二次出道。
2009年1月21日，电视《法律咨询所》企划征集了久本的结婚对象，这是由空田潘助突然想到的企划。 但久本的招聘条件仅限医生，35~55岁，但果不其然，附带如此严格的条件，不可能有聘婚者的...结果企划失败了。关于这件事，空田潘助后来向久本道歉了。
2009年5月29日久本雅美发表了随笔——《结婚愿望》里面写了关于未来的择偶标准与婚后生活的向往。艰苦奋斗了这么多年，久本非常想让她心中那个白马王子出现。
2015年，久本在热门综艺——《Kinki kids奔奔奔》中袒露了自己想在60岁的时候结一次婚。次年，在《走进女演员的私生活.SP》中也吐露了这一愿望。2018年，久本开办了《久本雅美の婚前披露宴》在镜头前表达着自己的执念。
2022年8月10日晚，久本雅美确诊感染新型冠状病毒。